# Wálter Machado da Silva
Wálter Machado da Silva, també anomenat Silva Batuta, (Ribeirão Preto, 2 de gener de 1940 – Rio de Janeiro, 29 de setembre de 2020) fou un futbolista brasiler de la dècada de 1960.

## Trajectòria
Començà la seva carrera al São Paulo FC, passant a continuació a clubs com el Botafogo (RP), el Corinthians i el Flamengo. L'any 1966 fou convocat per disputar el Mundial de 1966 amb la selecció brasilera. El 1966, el president del FC Barcelona Enric Llaudet el fitxà, amb l'esperança que el nou Delegat Nacional d'Educació Física i Esport, el català Joan Antoni Samaranch, aixequés la prohibició de contractar jugadors estrangers, fet que finalment no succeí. Davant la pregunta d'un periodista sobre que faria amb el jugador brasiler, Llaudet contestà "sempre m'ha fet il·lusió tenir un xofer negre". Machado jugà 14 amistosos amb el Barça. Retornà al Brasil, on jugà a Santos FC, Flamengo i Vasco da Gama. També fou jugador del Racing Club argentí i del Junior de Barranquilla colombià.

## Palmarès
- Campionat carioca:
  - 1965 (Flamengo), 1970 (Vasco da Gama)
- Campionat paulista:
  - 1967 (Santos)
- Màxim golejador del campionat argentí de futbol:
  - Metropolitano 1969 (Racing)